# Walter A. Schwarz
Walter Alexander Schwarz (* 16. Juli 1944 in Wien) ist ein österreichischer Militärhistoriker und Sportschütze. Er ist Vizeleutnant i. R. des Österreichischen Bundesheeres.

## Leben und Beruf
Nach dem Abschluss der Volks- und Hauptschule machte Schwarz eine Ausbildung zum Schlosser.
1964 leistete er seinen Präsenzdienst, absolvierte ab 1970 zahlreiche freiwillige Waffenübungen, trat 1975 als Oberwachtmeister in das österreichische Bundesheer ein und beendete seine militärische Laufbahn 2007 im Range eines Vizeleutnants der Panzertruppe.
Während seiner Dienstzeit beim Panzergrenadierbataillon (Ausb) 34, Panzerbataillon 33, Kommando der 9. Panzergrenadierbrigade, Heeres-Nachrichtenamt, Armeekommando und Heeresgeschichtlichen Museum sowie im Ruhestand veröffentlichte er über 300 militärhistorische und ordenskundliche Artikel sowie mehrere Ausstellungskataloge und Monographien. Er war Präsident der Unteroffiziersgesellschaft Wien, Generalsekretär der Österreichischen Gesellschaft für Heereskunde und der Österreichischen Gesellschaft für Ordenskunde.
Als Sportpistolenschütze war er langjähriges Mitglied des österreichischen National- und Bundesheer-Leistungskaders und nahm an einer zivilen Europameisterschaft (1974 Enschede/NL) und vier CISM-Militärweltmeisterschaften (1980 Ft. Benning/USA; 1981 Kairo; 1982 Peking; 1983 Ft. Benning/USA) teil. Er war bzw. ist u. a. siebenfacher österreichischer Mannschafts-Staatsmeister, elffacher österreichischer Mannschaftsmeister, einunddreißigfacher Einzel-Landesmeister und neunzehnfacher Meister des Österreichischen Heeressportverbandes in Einzelbewerben. Außerdem hat er mehrere internationale Wettkämpfe gewonnen. 2019 wurde er Österreichischer Meister mit der Luftpistole und der Sportlichen Großkaliberpistole.
Er ist seit 1965 verheiratet und Vater einer Tochter.

## Auszeichnungen
Schwarz wurde u. a. mit dem Silbernen und Goldenen Verdienstzeichen der Republik Österreich (1994 und 2001), der Goldenen Medaille für Verdienste um die Republik Österreich (1988), dem Goldenen und Silbernen Ehrenzeichen sowie dem Sportehrenzeichen in Silber des Bundeslandes Niederösterreich, dem Goldenen Verdienstzeichen des Landes Wien, der Ehrennadel der Stadtgemeinde Deutsch-Wagram, dem Verdienstkreuz und der Goldenen Verdienstmedaille mit silbernem Lorbeerkranz des Österreichischen Roten Kreuzes sowie der Goldenen Medaille des ungarischen Staatspräsidenten dekoriert.
2006 wurde ihm als zweitem aktivem Unteroffizier in der Geschichte des Bundesheeres für seine Arbeiten als Militärhistoriker vom Bundespräsidenten der Berufstitel Professor verliehen.

## Veröffentlichungen (Auswahl)
- Generalmajor a.D. Alois Windisch. Ein Soldatenleben (1892–1958). Österreichische Gesellschaft für Ordenskunde, Wien 1996.
- Die Tapferkeitsmedaille. In: Fortitudini – der Tapferkeit. Österreichische Gesellschaft für Ordenskunde, Wien 1999.
- Major Johann Charvát (1888–1934). Österreichische Gesellschaft für Ordenskunde, Wien 1999.
- Das eiserne Kreuz von 1813 bis heute. Österreichische Gesellschaft für Ordenskunde, Wien 1999.
- Die Ehrenzeichen und Medaillen des Österreichischen Roten Kreuzes 1914–2004. Österreichische Gesellschaft für Ordenskunde, Wien 2004.
- Verleihe ich Ihnen… Gra und Wis, Wien 2004, ISBN 3-902455-01-2 (= Schriften zur Geschichte des Österreichischen Bundesheeres, Band 2).
- Vergänglicher Glanz… Altösterreichische Orden. Fassbaender, Wien 2005, ISBN 3-900538-84-0.